# L'Outsider (roman)
Pour les articles homonymes, voir L'Outsider.
L'Outsider (titre original : The Outsider) est un roman policier et d'horreur de Stephen King, paru en 2018 puis en français en 2019.
Histoire indépendante, elle est tout de même liée à la trilogie mettant en scène Bill Hodges (Mr. Mercedes, Carnets noirs et Fin de ronde) via le personnage d'Holly Gibney, qui réapparaît également dans le roman court Si ça saigne paru dans le recueil Si ça saigne ainsi que dans les romans Holly et Never Flinch.
Le roman se situe à Flint City, une ville qui voit son quotidien troublé par le meurtre vicieux d'un jeune garçon, Frankie Peterson. Chargé de l'enquête, le détective Ralph Anderson obtient rapidement de nombreuses preuves (empreintes digitales, témoignages) de la culpabilité de Terry Maitland, un homme paisible apprécié de tous. Fou de rage face à l'horreur du crime, Ralph arrête publiquement le tueur présumé durant un match de baseball. Pourtant, Terry clame son innocence et dispose d'un alibi solide : au moment même où se déroulait le crime, il assistait avec des amis à une conférence, filmée, à une centaine de kilomètres de Flint City. Face à ce paradoxe, Ralph va remuer ciel et terre pour faire la lumière sur cette situation incompréhensible, sans s'imaginer qu'il s'engage alors dans un engrenage de violences d'une ampleur qu'il n'aurait jamais pu soupçonner. Avec en toile de fond, un doute insupportable : si Terry n'est pas coupable, alors un tueur pédophile particulièrement barbare est toujours en liberté...
Le roman est adapté en 2020 dans la mini-série The Outsider, diffusée sur HBO.

## Résumé
En juillet 2018, le corps d'un jeune garçon de onze ans, qui a été violé et partiellement dévoré, est retrouvé dans un parc de la petite ville de Flint City, dans l'Oklahoma. Des empreintes digitales et plusieurs témoignages accablants conduisent rapidement l'enquête vers Terry Maitland, professeur d'anglais et entraîneur de l'équipe de jeunes de baseball, père de famille et citoyen respectable. L'inspecteur Ralph Anderson, dont Maitland a entraîné le fils, l'arrête publiquement lors d'un match de baseball. Maitland clame son innocence et fournit un alibi confirmé par des témoins : le jour du meurtre, il était dans une ville distante de cent kilomètres pour assister à une conférence.
Howard Gold, son avocat, charge le détective privé Alec Pelley d'apporter d'autres preuves, et Pelley trouve des bandes vidéo de l'hôtel où avait lieu la conférence sur lesquelles Maitland apparaît clairement à l'heure exacte du crime. Anderson et le procureur Bill Samuels sont ébranlés mais l'ADN prélevé sur le lieu du crime s'avère être celui de Maitland. Devant ces preuves contradictoires, l'accusation est maintenue et Maitland est présenté devant le juge qui doit statuer s'il peut être libéré sous caution. Une bonne partie de la ville, où tout le monde le croit coupable, est présente devant le tribunal pour le conspuer. C'est là que le frère aîné de la victime tue Maitland d'un coup de pistolet avant d'être à son tour abattu par Anderson.
Anderson, rongé par le doute, mène un complément d'enquête avec l'aide de Yunel Sablo, de la police d'État, et tous deux découvrent des éléments troublants qu'ils communiquent à Gold et Pelley. Ce dernier téléphone à Bill Hodges (personnage apparu dans Mr. Mercedes) pour lui demander de l'aide mais apprend par Holly Gibney qu'il est mort deux ans auparavant. Holly accepte néanmoins l'offre de Pelley et se rend à Dayton, ville où Maitland était allé voir à l'hôpital son père atteint de la maladie d'Alzheimer et où le véhicule ayant servi pour le crime avait été volé. Elle y découvre que Maitland a croisé le chemin d'un aide-soignant de l'hôpital qui a été arrêté pour un double meurtre présentant des similitudes avec celui dont Maitland était accusé et qui s'est suicidé en prison. Ouverte au surnaturel depuis l'affaire Brady Hartsfield (histoire développée dans Fin de ronde), Holly réunit Ralph Anderson, sa femme Jeannette Anderson, Bill Samuels, Howard Gold, Alec Pelley et Yunel Sablo pour leur présenter sa théorie : une créature du folklore mexicain, El Cuco, qui se nourrit du sang d'enfants et peut prendre l'apparence d'une personne après l'avoir griffée, est responsable de ces crimes. Sa prochaine incarnation est celle de Claude Bolton, un témoin qui a croisé « Maitland » le soir du meurtre et qui a été griffé par celui-ci.
Malgré le scepticisme général, Anderson, Sablo, Gold et Pelley accompagnent Holly à Marysville, Texas, où Bolton est allé rendre visite à sa mère. Pendant ce temps, El Cuco obtient l'aide de l'inspecteur Jack Hoskins, collègue peu apprécié d'Anderson, en lui promettant de le guérir du cancer qu'il lui a lui-même inoculé. Après l'arrivée du groupe à Marysville et leur rencontre avec Bolton et sa mère, Holly déduit de tout ce qu'elle a appris que la créature se cache dans un réseau de grottes des environs désormais fermé au public depuis que des enfants s'y sont égarés et y sont morts. Hoskins tend une embuscade au groupe à l'issue de laquelle Gold et Pelley sont tués et Sablo blessé. Anderson tue ensuite Hoskins, et Holly et lui sont confrontés à El Cuco dans les grottes. El Cuco, redoutable mais affaibli par son processus de transformation en cours, est tué par Holly. Anderson, Sablo et Holly mettent ensuite une histoire au point pour expliquer officiellement toute l'affaire d'une façon rationnelle.

## Accueil et distinction

### Ventes
Le roman est entré directement à la première place de la New York Times Best Seller list le 3 juin 2018. Lors de sa première semaine, le roman s'est vendu à 97 000 exemplaires aux États-Unis. Il est resté vingt semaines dans ce classement, dont deux passées à la première place.

### Accueil critique
Victor LaValle, dans le New York Times, considère que le livre est « une réussite » et que Stephen King parvient encore à se montrer « aussi enthousiasmant » et à « ajouter de nouvelles influences à son œuvre » après plus de cinquante romans publiés. James Smythe, du Guardian, évoque un roman policier « subtilement conçu », qui comporte de « fascinantes allusions politiques », et dont l'élément surnaturel fait une arrivée tardive mais réussie, même si cette irruption peine à surprendre. Pour Brian Truitt, de USA Today, qui lui donne la note de 3,5/4, le côté le plus dérangeant du roman est sa façon de montrer « le côté monstrueux de la nature humaine » alors que la connexion avec une œuvre plus ancienne de l'écrivain est un « ajout stimulant ». Ryan Vlastelica, de The A.V. Club, lui donne la note de B+, estimant que la première partie du roman est tellement bien construite que cela nuit au plaisir quand « le mystère laisse place au suspense, puis à l'action ».

### Distinctions
L'Outsider a remporté le Goodreads Choice Award 2018 du meilleur livre dans les genres thriller et mystère.

## Adaptation télévisuelle
En juin 2018, il est annoncé que Media Rights Capital a acquis les droits d'adaptation du roman pour en faire une mini-série du même titre de dix épisodes avec le producteur Richard Price, ainsi que les producteurs délégués Jack Bender et Marty Bowen. Le 3 décembre 2018, HBO prend en charge la série, avec Ben Mendelsohn en tant qu’acteur principal. Sont également engagés Paddy Considine, Cynthia Erivo, Bill Camp, Mare Winningham, Julianne Nicholson, Yul Vázquez, Jeremy Bobb et Marc Menchaca, ainsi que Hettienne Park et Michael Esper. La série est diffusée sur HBO, puis en France sur OCS dès janvier 2020.